# Centrochthonius schnitnikovi
Centrochthonius schnitnikovi är en spindeldjursart som först beskrevs av Vladimir V. Redikorzev 1934.  Centrochthonius schnitnikovi ingår i släktet Centrochthonius och familjen käkklokrypare. Inga underarter finns listade i Catalogue of Life.